# Еустазије I Гранијер
Еустазије Гранијер (лат. Eustachus Granarius; 1071 — 15. јун 1123) био је крсташки вођа и накратко регент Јерусалимске краљевине.
Учествовао је у Првом крсташком рату у војсци Готфрида Бујонског. Истакао се у бици код Рамле 1105. 1105. године и у опсади Триполија 1109. године. Након заробљавања јерусалимског краља Балдуина II од стране емира Белека Еустазије је постао регент Јерусалимске краљевине. Успео је да сачува сва територијална освајања Балдуина и да заузме важну луку Тир после дуге опсаде. Умро је 15. јуна 1123. године. На његово место дошао је Виљем од Бароа. 